# Рюбер (община)
Рюбер (нем. Rüber) — община в Германии, в земле Рейнланд-Пфальц. 
Входит в состав района Майен-Кобленц. Подчиняется управлению Майфельд.  Население составляет 871 человек (на 31 декабря 2010 года). Занимает площадь 5,61 км².